# Lawngtlai
Lawngtlai es un pueblo  situado en el distrito de Lawngtlai,  en el estado de Mizoram (India). Su población es de 20830 habitantes (2011). 

## Demografía
Según el censo de 2011 la población de Lawngtlai era de 20830 habitantes, de los cuales 10659 eran hombres y 10171 eran mujeres. Lawngtlai tiene una tasa media de alfabetización del 95,66%, superior a la media estatal del 91,33%: la alfabetización masculina es del 96,97%, y la alfabetización femenina del 94,28%.